# Loubersan
Loubersan – miejscowość i gmina we Francji, w regionie Oksytania, w departamencie Gers.
Według danych na rok 1990 gminę zamieszkiwało 165 osób, a gęstość zaludnienia wynosiła 15 osób/km² (wśród 3020 gmin regionu Midi-Pireneje Loubersan plasuje się na 898. miejscu pod względem liczby ludności, natomiast pod względem powierzchni na miejscu 1018.).